# وحشيات
البهيميات أو الوحشيات[بحاجة لمصدر] (الاسم العلمي: Theria) هي طويئفة أو فرع حيوي يتبع طائفة الثدييات.

## تصنيف

### فروع غير منقرضة
- تحت طائفة الوحشيات الحقيقية (الاسم العلمي: Eutheria)
- تحت طائفة البعد وحشيات (الاسم العلمي: Metatheria)